# Klór-trifluorid
A klór-trifluorid szervetlen vegyület, két halogén (a fluor és a klór) egymással alkotott vegyülete (interhalogén). Színtelen, mérgező, korrozív és nagyon reakcióképes gáz, a legkülönfélébb anyagokkal reagál. Szobahőmérsékleten nyomás alatt halvány sárgászöld folyadékká kondenzálódik, jellemzően ilyen formában kerül kereskedelmi forgalomba.
A második világháború gyújtóbombáinak egyik alkotója. Elsősorban rakéták hajtóanyagának alkotórészeként, a félvezetőiparban tisztító- és maratószerként, a kiégett fűtőelemek újrahasznosításában és más ipari műveletekben használják.

## Felfedezése
Elsőként Ruff és Krug számolt be róla 1930-ban, klór fluorozásával állították elő, a reakció során ClF is keletkezett, a keveréket desztillációval választották szét.
3 F2  +  Cl2  →  2 ClF3

## Tulajdonságai
Szobahőmérsékleten a ClF3 színtelen gáz (forráspontja 11,75 °C), egyesek szerint édeskés, de fullasztó. Már 0,1 ppm hígításban is mérgező[forrás?], a bőrre maró hatású, gőzei megtámadják az orr, a torok és a szem nyálkahártyáját. A szemekben maradandó károsodást okoz, a bőrön égési sebeket, fekélyeket hoz létre. Különösen alattomos tulajdonsága, hogy a fájdalom nem azonnal jelentkezik.[forrás?] A fenti hatások azzal magyarázhatók, hogy a levegő vízgőztartalma hidrolizálja és így HF és ClO2 keletkezik.[forrás?]

## Előállítása
Előállítása fluor és klór elegyének melegítésével 280 °C-on egy korrózióálló, nikkelből (vagy Ni-Cu 67%-30% ötvözetből) készült edényben történik.
Cl2 + 3 F2 = 2 ClF3

## Reakciói
Szinte minden anyaggal képes reakcióba lépni. Kitűnő fluorozó szer, robbanásszerűen reagál vízzel, lángra lobbantja a fémpor alakban levő platinafémeket, nemfémes- és szerves anyagokat, meggyújtja a ruhát, a fát, a hajat, még az azbesztet is. A xenonnal és a radonnal is reagál: fluorid keletkezik.
Számos fémmel kloridok és fluoridok keletkezése közben reagál, foszforral reagálva foszfor-trikloridot (PCl3) és foszfor-pentafluoridot (PF5), míg kénnel kén-dikloridot (SCl2) és kén-tetrafluoridot (SF4) képez. Vízzel is robbanásszerű hevességgel reagál, a vizet oxigénné vagy oxigén-difluoriddá (OF2), valamint hidrogén-fluoriddá és hidrogén-kloriddá oxidálja. A fém-oxidokkal fém-halogenideket és oxigént vagy oxigén-difluoridot képez. Csak a fent említett ellenálló fémedényekben tárolható.
ClF3 + 2H2O → 3HF + HCl + O2
ClF3 + H2O → HF + HCl + OF2
A ClF3 fő felhasználását az urán-hexafluorid (UF6) gyártása jelenti, mely a nukleáris fűtőanyagok feldolgozásának és újrafeldolgozásának fontos lépése:
U + 3 ClF3  →   UF6 + 3 ClF

## Szerkezete
A ClF3 molekulája nem síkháromszöges, hanem közelítőleg T alakú. Az egyik kötés valamivel rövidebb (159,8 pm), mint a másik kettő (169,8 pm). Ez a szerkezet összhangban van a vegyértékelektronpár-taszítási elmélet által jósolttal, mely szerint a klóratomnak mindössze 3 elektronja vesz részt kötésben (3 F atommal), így marad még 2 nagy térigényű nemkötő elektronpár. Emiatt a molekula AB3E2 típusú és a lehető legszimmetrikusabb elrendezés a T alak. Ezt a T alakot picit torzítja a nemkötő elektronpárok taszítása, így az ideális 90° helyett a kötésszög 87,5°. A megnyúlt Cl−F axiális kötés összhangban van a kötés hipervalens voltával.

## Felhasználása
Gyújtó hatását a második világháborús bombákban is felhasználták. Rendkívül exoterm a reakciója hidrazinnal, ezért már az 1950-es évektől használták rakéták hajtóanyagént. A reakció során nagy mennyiségű gáz keletkezik.
3 N2H4 + 4 ClF3 = 3 N2 + 12 HF + 2 Cl2
A nukleáris reaktorok kiégett fűtőelemei uránt, plutóniumot, jódizotópot és lantanoidákat tartalmaznak. A ClF3 50-80 °C-on reakcióba lép ezekkel az anyagokkal. A reakciók eredményeképpen illékony UF6 (urán-hexafluorid) keletkezik.
U + 3 ClF3 = UF6 + 3 ClF
A keletkező PuF4 és a lantanoidák fluoridjai nem illékonyak, ezért könnyen elválaszthatók az UF6-tól. Így az urán újrahasznosítható.
Az utóbbi évtizedekben a félvezetőipar nagyot növekedett. A félvezető gyártásban alkalmazott eszközök legjobb tisztítóanyaga a klór-trifluorid, mert nem igényel plazma aktivációt. Reakciókészsége miatt nem üvegházgáz, és nem károsítja az ózonpajzsot.

### Katonai alkalmazások
Nem sokkal a II. világháború kezdete előtt a nemzetiszocialista Német Birodalomban N-stoff („N-anyag”) kódnévvel a Kaiser Wilhelm Institute vizsgálta lehetséges katonai felhasználását. A Maginot-vonal erődítményeinek makettjét felhasználva úgy találták, hogy hatásos kombinált gyújtófegyver és harci gáz. 1938-ban kezdtek el építeni egy részben bunkerekben, részben föld alatt elhelyezkedő 31,76 km2-os hadiipari komplexumot Falkenhagen mellett, ahol havonta 50 tonna N-stoff előállítását, valamint szarin gyártását is tervezték. 1944-ig azonban, amikor az előretörő Vörös Hadsereg elfoglalta a területet, csak 30–50 tonnát állítottak elő, kilogrammonként több mint 100 birodalmi márka költséggel. Az N-stoffot sosem használták háborúban.

## Fordítás
Ez a szócikk részben vagy egészben  a   Chlorine trifluoride című angol Wikipédia-szócikk ezen változatának fordításán alapul.  Az eredeti cikk szerkesztőit annak laptörténete sorolja fel. Ez a jelzés csupán a megfogalmazás eredetét és a szerzői jogokat jelzi, nem szolgál a cikkben szereplő információk forrásmegjelöléseként.